# Apache Arrowhead

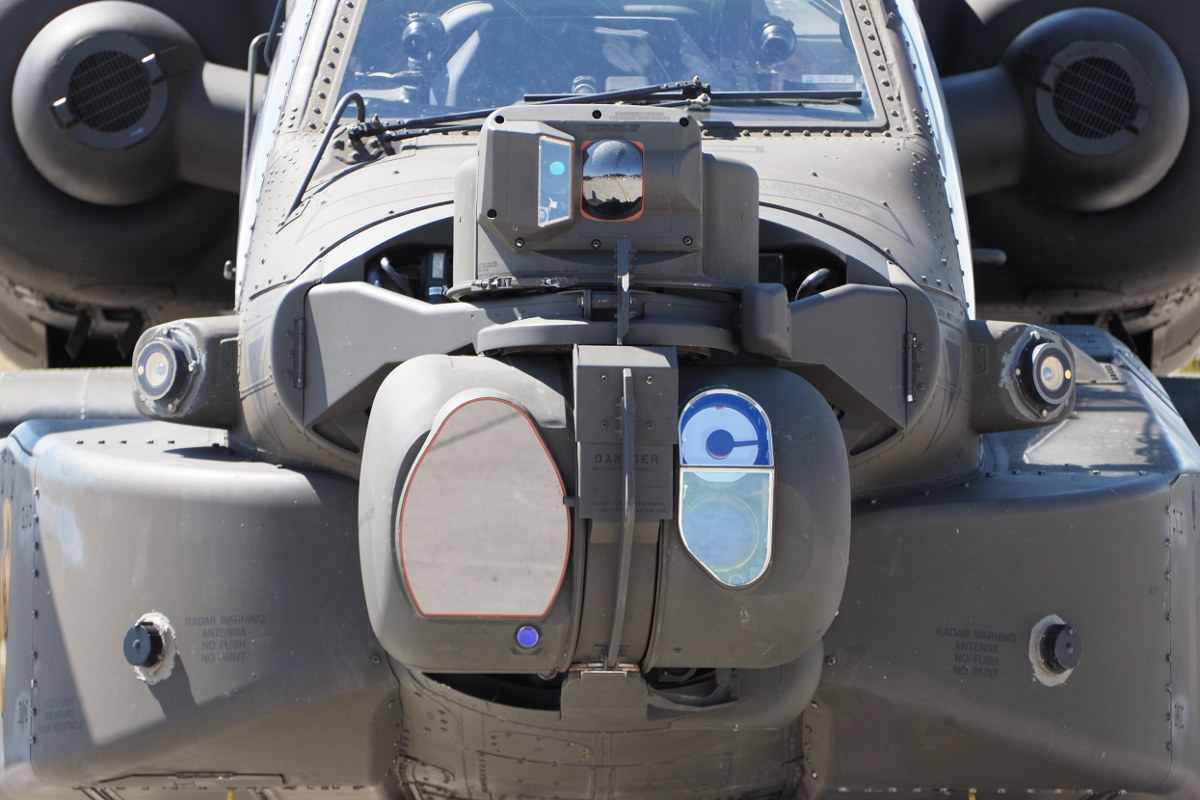
Arrowhead sur un hélicoptère Boeing AH-64 Apache

L' Apache Arrowhead (également Modernized Target Acquisition and Designation Sight/Pilot Night Vision Sensor ou M-TADS/PNVS ), est un système intégré de ciblage et de vision nocturne développé par Lockheed Martin pour l' hélicoptère d'attaque Boeing AH-64 Apache . Il utilise des capteurs infrarouges à ondes longues (FLIR) de deuxième génération avec trois champs de vision, une caméra TV à dispositif à couplage de charge, un pilotage FLIR à double champ de vision, un zoom électronique, un suivi de cible et un viseur automatique.
Il s'agit de la deuxième génération du système de vision nocturne pilote (TADS/PNVS) mis en service pour la première fois sur Apaches en 1983.

## Développement
Lockheed Martin a signé le contrat de production original TADS/PNVS le 30 avril 1982, et le premier système TADS/PNVS a été mis en service en 1983.
La société Boeing et Lockheed Martin sont convenus de lancer l'incorporation d'une nouvelle technologie dans le système de capteurs Arrowhead en juillet 2001. Le cœur du projet est un capteur infrarouge prospectif (FLIR) grand format à ondes moyennes (MW) qui utilise l'ensemble détecteur/refroidisseur intégré à ondes moyennes (IDCA) utilisé dans le Lockheed Martin Sniper XR.
La mise à niveau est conçue pour compléter l'excellente pénétration obscurcissante[passage promotionnel] du capteur à ondes longues (LW) existant avec un capteur MW à plus longue portée et à champ de vision plus petit offrant à l'équipage Apache des performances de ciblage électro-optique améliorées dans toutes les conditions[passage promotionnel]. Le nouveau système électro-optique MW peut identifier des cibles à des distances plus grandes que le système à ondes longues[source insuffisante].
Le premier contrat de production d'Arrowhead a été attribué le 11 novembre 2003. Lockheed Martin a déployé le premier système Arrowhead auprès de l'armée américaine en mai 2005 et a achevé son intégration sur les premiers hélicoptères Apache en juin 2005.
Arrowhead étend les plages de ciblage optique et la fiabilité d'un facteur deux, tout en réduisant considérablement les coûts de maintenance[passage promotionnel]. Les modules « retrait et remplacement » à accès rapide sont conçus pour réduire la maintenance et économiser près d'un milliard de dollars en coûts d'exploitation et de soutien de l'armée au cours des 20 ans de durée de vie du système Arrowhead[source insuffisante].

### VNsight
Le capteur visible/proche infrarouge VNsight est un téléviseur à bas niveau de lumière (LLLTV) intégré au capteur de vision nocturne pilote modernisé (M-PNVS) d'Apache et au capteur de pilotage dédié Pathfinder (le M-PNVS adapté aux avions cargo et utilitaires). La capacité d’imagerie supplémentaire dans cette longueur d’onde complète la longueur d’onde infrarouge à ondes longues du capteur existant et ajoute des avantages tactiques significatifs[passage promotionnel].[source insuffisante]
En utilisant l’imagerie VNsight combinée à l’imagerie infrarouge prospective (FLIR) standard M-PNVS, les pilotes peuvent voir un éclairage qui était auparavant invisible dans des conditions de faible luminosité. Cela inclut les lasers, les marqueurs, les balises et les balles traçantes, qui n'ont pas été enregistrées avec précision avec l'image thermique sur tout le champ de vision du capteur. La mise à niveau du VNsight garantit des conditions de vol plus sûres et une capacité de mission améliorée (en particulier dans les environnements urbains) en améliorant la connaissance de la situation dans des conditions de faible luminosité[passage promotionnel] et dans les situations où les sources lumineuses existantes ne peuvent pas être photographiées par le FLIR. Il permet également à l'équipage de voir son propre point laser tout en désignant des cibles pour les engagements avec des munitions à guidage laser, offrant ainsi un niveau supplémentaire de certitude quant à la désignation de la cible et du point de visée corrects. Une communication air-sol améliorée réduit le risque de tir ami[passage promotionnel].[source insuffisante]

## Commandes
En plus des commandes de l'armée américaine, le Royaume-Uni et six clients internationaux non divulgués ont commandé des mises à niveau Arrowhead.[source insuffisante]

### L'armée américaine
Un accord de 260 millions de dollars pour les 55 premiers systèmes Arrowhead du premier lot a été conclu le 11 novembre 2003. Les premières livraisons devaient commencer en mars 2005, la première unité de l'armée équipée d'Arrowhead devant être mise en service d'ici juin 2005.
L'équipe de Lockheed Martin Arrowhead a équipé les huit premiers arcs longs Apache AH-64D du nouveau système de vision jour/nuit dans l'usine de production Apache de la société Boeing à Mesa, en Arizona, en 2005. Les hélicoptères Apache équipés d'Arrowhead sont partis pour Fort Hood en deux vols à partir du 23 juin et ont été officiellement livrés le 30 juin 2005.
Le contrat de production de suivi du deuxième lot d'une valeur de 247 millions de dollars pour Arrowhead a été attribué par le bureau exécutif du programme de l'aviation de l'armée américaine le 26 janvier 2005. Il a autorisé la production de 97 systèmes Arrowhead pour l'armée américaine et des clients militaires étrangers.
Le Commandement de l'aviation et des missiles de l'armée américaine a attribué à Lockheed Martin le contrat de production de suivi du troisième lot pour Arrowhead en juin 2006. L'accord de 385,6 millions de dollars autorisait la production de 219 kits Arrowhead ainsi que des pièces de rechange pour l'armée américaine et les ventes militaires étrangères. La production des systèmes du troisième lot devait avoir lieu à Orlando et à Ocala, en Floride.
En 2007, une commande de 158 unités du quatrième lot de production a été passée pour 311 millions de dollars par l'armée américaine.
L'accord de production du lot 5 de 172 millions de dollars autorisait la production de 126 kits Arrowhead et/ou pièces de rechange d'unités équivalentes, de kits militaire pour la vente à l'étranger et d'équipements de soutien au sol. Avec des options, cela porterait le nombre total de kits et/ou systèmes Arrowhead à 785.
Une commande de 55 systèmes du sixième lot d'Arrowhead a été passée en 2009 pour 142 millions de dollars.
Lockheed Martin a annoncé un contrat de production complémentaire de 260 millions de dollars pour le lot de production 7 le 17 août 2010. À la fin du lot 7, qui prolonge la production jusqu'en avril 2013, plus de 1 000 kits auront été livrés.
D'ici 2011, 704 Apaches de l'armée américaine seront équipés du système Arrowhead. En février 2011, le 1000e système M-TADS/PNVS a été livré à l'armée américaine.

### International
Lockheed Martin a installé en 2007 les deux premiers systèmes Arrowhead sur les Apaches AH-64D de la Royal Dutch Air Force (RNLAF) à la base aérienne de Gilze Rijen aux Pays-Bas. Le contrat a été attribué en avril 2005 et comprenait la livraison de 24 kits Arrowhead ainsi que des pièces de rechange, des équipements spécifiques de soutien au sol, une formation et l'installation de deux kits Arrowhead. En août 2009, les Pays-Bas ont soumis une demande de mise à niveau de leurs 29 Apaches Block I AH-64D vers la configuration Block II, y compris une mise à niveau du système Arrowhead.
Un contrat de 212 millions de dollars pour équiper les 67 hélicoptères AgustaWestland Apache Mk1 du Royaume-Uni en Arrowhead a été signé en mai 2005. Le contrat a été attribué par le ministère britannique de la Défense (MOD) au maître d'œuvre AgustaWestland, les deux premiers étant livrés en novembre 2008. Les livraisons devaient se terminer en 2010.
Le 9 septembre 2008, l’Arabie Saoudite a soumis une demande à l’ Agence américaine de coopération en matière de sécurité et de défense (DSCA) pour 12 systèmes Arrowhead, ainsi qu’une commande de 12 hélicoptères Apache Block II AH-64D.
Le 22 mai 2009, l'Égypte a soumis une demande d'achat de 36 systèmes Arrowhead dans le cadre d'une commande de 12 hélicoptères Apache Block II AH-64D.